# Томилова
Томі́лова (рос. Томилова) — присілок у складі Слободо-Туринського району Свердловської області. Входить до складу Сладковського сільського поселення.
Населення — 118 осіб (2010, 170 у 2002).
Національний склад населення станом на 2002 рік: росіяни — 100 %.